# Kurilohadalia
Kurilohadalia é um gênero de gastrópodes pertencente a família Pseudomelatomidae.

## Espécies
- Kurilohadalia brevis Sysoev & Kantor, 1986[2]
- Kurilohadalia elongata Sysoev & Kantor, 1986[3]